# Erich Herker
Erich Herker, nemški hokejist, * 25. september 1905, Könnern, Nemčija, † 2. september 1990, Berlin. 
Herker je bil hokejist kluba Berliner SC v nemški ligi in nemške reprezentance, s katero je nastopil na enih olimpijskih igrah, na katerih je osvojil bronasto medaljo.